# پسومولوفو
پسومولوفو (به لاتین: Psimolofou) یک منطقهٔ مسکونی در قبرس است که در ناحیه نیکوزیا واقع شده‌است.

## خصوصیات
پسومولوفو  ۱٬۶۸۶ نفر جمعیت دارد.